# 照那斯图
照那斯图（1934年—2010年4月9日），内蒙古自治区兴安盟科尔沁右翼中旗人，中国蒙古族语言学家，中国社会科学院民族学与人类学研究所研究员，中国社会科学院荣誉学部委员。

## 生平
照那斯图1953年加入中国共产党，1954年入北京大学语言文学系学习。毕业后进入中国社会科学院民族研究所工作。照那斯图能熟练使用蒙古语、汉语、俄语、土族语和日语，对八思巴文字的破译做出了卓越贡献。
照那斯图后曾出任中国社会科学院民族研究所所长、中国民族语言学会副会长，长期从事土族语、东部裕固语和八思巴文字的研究工作。著有《土族语简志》、《东部裕固语简志》等。1989年应日本东京外国语大学亚非语言文化研究所的聘请，在当年9月30日赴日担任一年的客座教授。
2010年4月9日，照那斯图在北京辞世。

## 著作
- 1977年 《元八思巴字篆书官印辑存》 （《文物资料丛刊》16）
- 1980年 《论八思巴字》 （《民族语文》1980年1期）
- 1981年 《八思巴字百家姓校勘》 （《民族语文论集》 北京 中国社会科学出版社）
- 1981年 《东部裕固语简志》 (北京 民族出版社)
- 1981年 《土族语简志》 （北京 民族出版社）
- 1982年 《南华寺藏元八思巴字蒙古语圣旨的复原与考释》
- 1987年 《八思巴文元音字母字形问题上的两种体系》 （《民族语文》 1987年04期 1-6页）
- 1988年 《有关八思巴字母 ė 的几个问题》 （《民族语文》1988年01期 1-8页）
- 1989年 《八思巴字中的零声母符号》 （《民族语文》 1989年02期 29-36页）
- 1990年 《八思巴字和蒙古语文献·Ⅰ研究文集》 （东京 东京外国语大学）
- 1991年 《八思巴字和蒙古语文献·Ⅱ文献文集》 （东京 东京外国语大学）
- 2000年 《回鹘文字母的八思巴字注音》 （《民族语文》 2000年04期 50-51页）
- 2003年 《一种八思巴字脱胎而来的文字》 （《民族语文》 2003年01期 56-58页）
- 2007年 《八思巴字蒙古语文献的语音系统》 （《民族语文》 2007年02期）